# Symbiotes gibberosus
Symbiotes gibberosus é uma espécie de insetos coleópteros polífagos pertencente à família Endomychidae.
A autoridade científica da espécie é Lucas, tendo sido descrita no ano de 1846.
Trata-se de uma espécie presente no território português.